# Tekopparna
Tekopparna är en åkattraktion på Gröna Lund i Stockholm. Det är en roterande åkattraktion där besökarna sitter i tekoppar. Den öppnade 2008.
I mitten av attraktionen står en stor tekanna som tillsammans med golvet snurrar med en hastighet av 8 varv per minut. Golvet har en diameter på 12,5 meter och i golvet finns tre större rundlar som också snurrar. På varje rundel finns tre tekoppar som de åkande sitter i. Kopparna snurrar i sin tur runt sin egen axel, men deras rotation beror på centrifugalkraften, som i sin tur påverkas av de åkandes vikt och placering i koppen. I mitten av varje kopp finns en ratt som de åkande kan vrida på för att påverka koppens rotation ytterligare.

### Webbkällor
- ”Tekopparna (tidigare webbplats)”. Gröna Lund. Arkiverad från originalet den 25 april 2019. https://web.archive.org/web/20190425192855/https://www.gronalund.com/sv/Attraktioner/Tekopparna/. Läst 5 november 2019.